# Cité ouvrière de la Combe des Mineurs
La cité de la Combe des Mineurs (ou Combe des Anglais) est une cité ouvrière construite au Creusot, en Saône-et-Loire, à partir de 1826, à l'initiative des maîtres des forges anglais Manby et Wilson, pour y loger la colonie anglaise recrutée. La cité faite de maisons en briques, style "british", est inscrite au titre des monuments historiques depuis le 6 novembre 1980.

## Historique
Alors qu'au Creusot et dans les environs, des logements en immeuble appelés « casernes » sont privilégiés pour loger les ouvriers et mineurs des industries locales, une cité composée de maisons est construite en 1826 à l'initiative des nouveaux maîtres des forges du Creusot, les Anglais Aaron Manby (1776-1850) et Daniel Wilson (1790-1849), arrivés en janvier de cette année-là. Elle correspond à l'arrivée au Creusot d'ouvriers anglais sidérurgistes spécialisés (puddleurs, chauffeurs, lamineurs) dont le contrat prévoyait qu'ils soient logés en famille. En 1830, les habitants de la cité sont aussi bien des mineurs que des métallos. Le terme « Combe des mineurs » est un toponyme qui n'existe pas encore, car jusque dans les années 1880, le site est appelé « Combe » ou « Combe des Nouillots ». 
En 1850, on compte 41 logements pour 230 habitants. Cinq personnes en moyenne occupent un logement de 23 m2. À partir de 1880, l'intérieur de certains bâtiments est modifié afin de permettre l'agrandissement de logements et des annexes sont transformées. Vers 1913, quelques logements sont détruits à l'extrémité de la cité pour permettre la modification du tracé de la rue. 
Un lavoir est construit en 1919, détruit pendant les bombardements en 1943 et reconstruit en 1952. Au début des années 1970, l'ensemble est menacé de destruction. Il est racheté par l'écomusée du Creusot-Montceau en 1978. Il est réhabilité, inscrit à l'inventaire des Monuments historiques en 1980 puis cédé à la gestion de l'Office Public d'Aménagement et de Construction de Saône-et-Loire.

## Description
La cité est composée de 4 bâtiments accolés et décalés en hauteur de manière à s'adapter à la pente du terrain. Un cinquième est isolé au-dessus des autres. Chaque bâtiment est construit en brique recouvertes de chaux, et couvert de tuiles plates formant deux pans. Chacun contient 4 logements, 2 au rez-de-chaussée, avec un accès donnant sur la rue, et deux autres à l'étage, l'accès se faisant par la ruelle du côté opposé. L'ensemble comporte 42 logements. Chaque logement est composé à l'origine de deux pièces, une salle commune et une chambre, la cuisine étant reléguée dans les annexes. Les fenêtres de forme presque carrée, ainsi que la distribution des logements sont directement inspirés des maisons de mineurs galloises de l'époque appelées dual row. Chaque logement bénéficie d'une annexe située de l'autre côté de la rue ou de la ruelle à l'arrière qui servait notamment à stocker du charbon,.

## La cité dans le développement du logement au Creusot
Ce nouveau type de logement marque un tournant dans les logements mis à disposition du personnel au Creusot et peut-être en France de manière plus générale. Jusqu'à cette date, deux types de logements étaient mis à disposition des ouvriers des usines : soient des logements « en caserne », c'est-à-dire des immeubles constitués d'appartements généralement situés à proximité immédiate du lieu de travail, voire parfois dans l'enceinte de l'usine elle-même; soit les ouvriers devaient se contenter de l'habitat traditionnel, constituant le tissu rural ou urbain existant. Au contraire la cité de la Combe est située dans un espace à l'écart de l'usine et des agglomérations permettant de loger un maximum de familles de manière économique sans pour autant en faire un logement collectif puisque chaque logement bénéficie d'une entrée indépendante. Chaque logement bénéficie d'annexes facilitant les petites activités agricoles (jardinage, élevages de petits animaux domestiques), ce qui se justifient ici par l'origine rurale d'un certain nombre de ses habitants. Autrement dit, ce modèle rural d'habitat est parfaitement adapté aux nouvelles contraintes industrielles et urbaines.